# Wolfsberg
Wolfsberg es una población de Austria, capital del distrito de Wolfsberg, dentro del estado de Carintia.
Se encuentra situada en los Alpes orientales, en el valle del Lavant, un afluente del Drava. El paso de montaña de Packsattel conecta Wolfsberg con Voitsberg en el estado de Estiria.
El municipio está dividido en los siguientes núcleos de población: Aichberg, Auen, Forst, Gräbern-Prebl, Gries, Hartelsberg, Hattendorf, Hintertheißenegg, Kleinedling, Kleinwinklern, Lading, Leiwald, Michaelsdorf, Oberleidenberg, Priel, Reding, Reideben, Reisberg, Rieding, Ritzing, Schoßbach, Schwemmtratten, Sankt Jakob, Sankt Johann, Sankt Marein, Sankt Margarethen, Sankt Michael, Sankt Stefan, Thürn, Unterleidenberg, Vordergumitsch, Vordertheißenegg, Waldenstein, Weißenbach, Witra, Wolfsberg Obere Stadt y Wolfsberg Untere Stadt.

## Historia
El castillo de la ciudad es mencionado por primera vez como Wolfsperch en una escritura de 1178 del monasterio benedictino de St. Paul im Lavanttal, aunque probablemente había sido propiedad de la arzobispado de Bamberg desde 1007. La población se convirtió en el centro administrativo de los territorios de ducado de Carintia de Bamberg y en 1331 recibió privilegios de ciudad por parte del obispo Werntho Schenk von Reicheneck. Durante la reforma protestante, Wolfsberg fue un núcleo principal de luteranismo, que fue suprimido en la Contrarreforma.
En 1759 la emperatriz María Teresa I de Austria adquirió la totalidad de las tierras de Bamberg en Carintia. En la Segunda Guerra Mundial, la población fue la sede del campo de prisioneros de guerra Stalag XVIII-A.

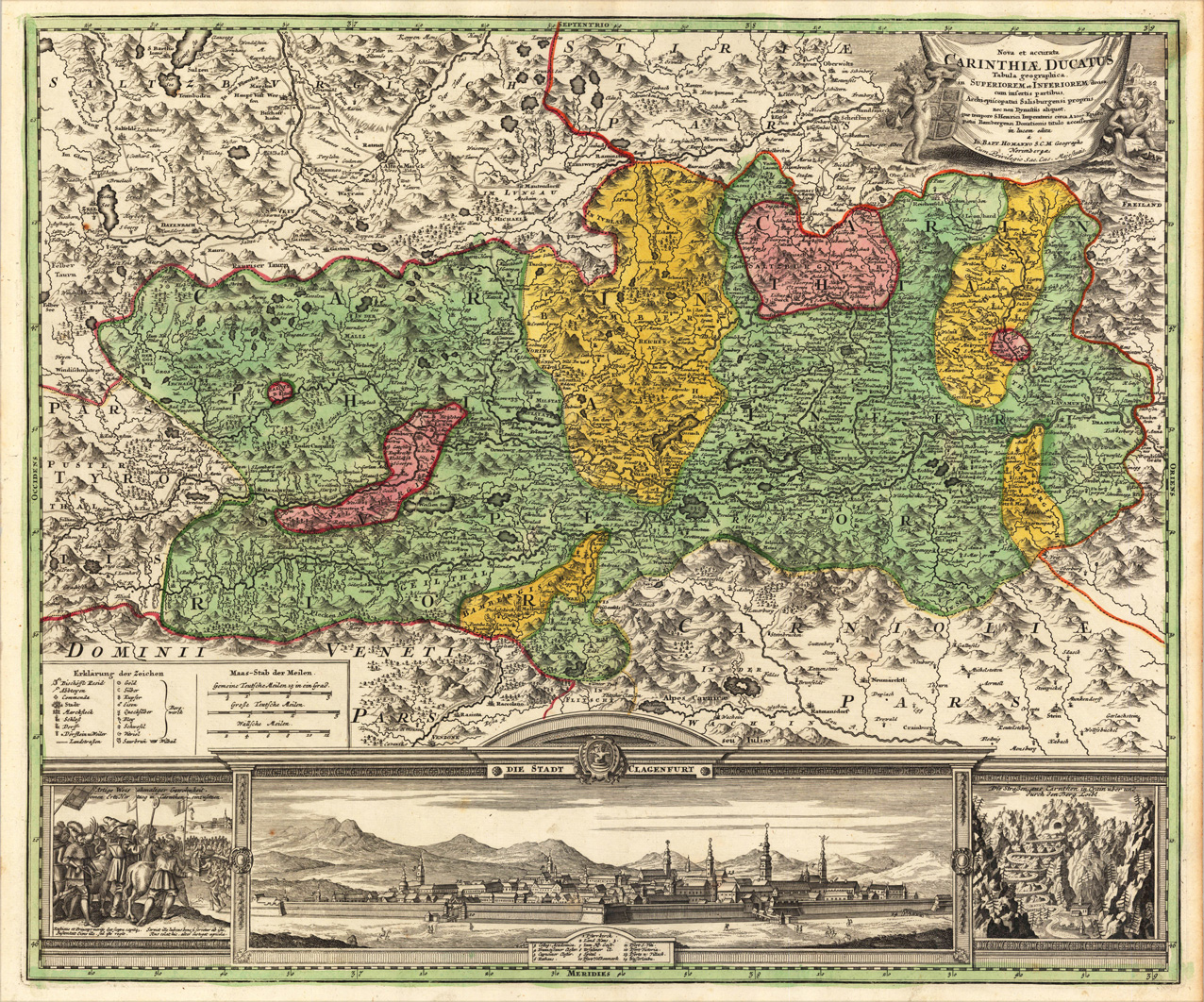
Mapa de principios del de Carintia que muestra los territorios pertenecientes a Salzburgo and Bamberg.

## Edificios destacados
- Castillo Wolfsberg, mencionado por primera vez en 1178 y  reconstruido en diversas ocasiones, la última alrededor de 1846 en un estilo neotudor.
- Castillo Bayerhofen, mencionado por primera vez en 1239 y reconstruido en el siglo XVI.

## Deporte
- El Wolfsberger AC es el equipo representativo de dicha ciudad que juega en la Bundesliga austriaca y la Copa, su estadio es el Lavanttal-Arena con capacidad para 7,000 espectadores.

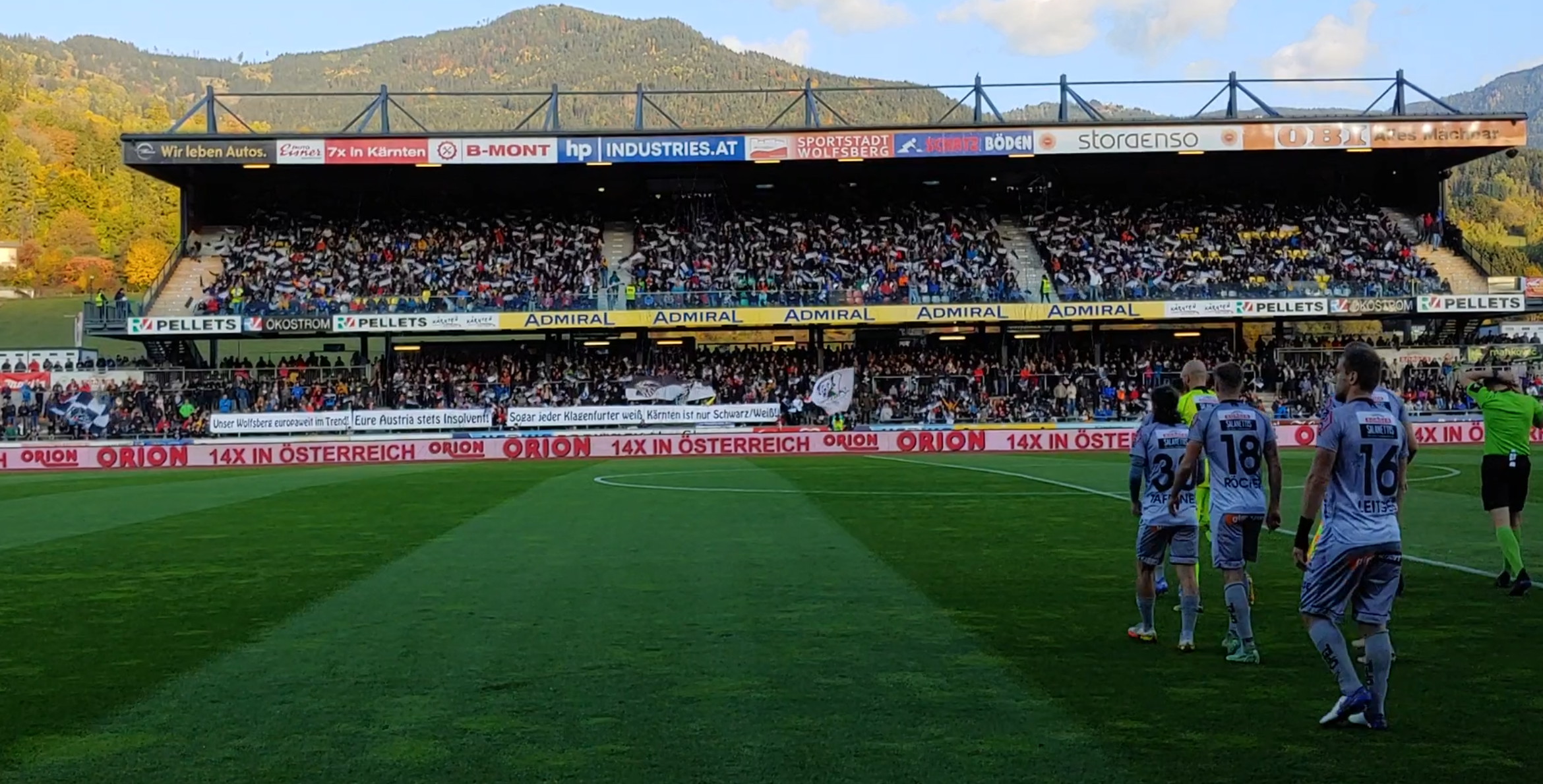
Lavanttal-Arena del Wolfsberger AC
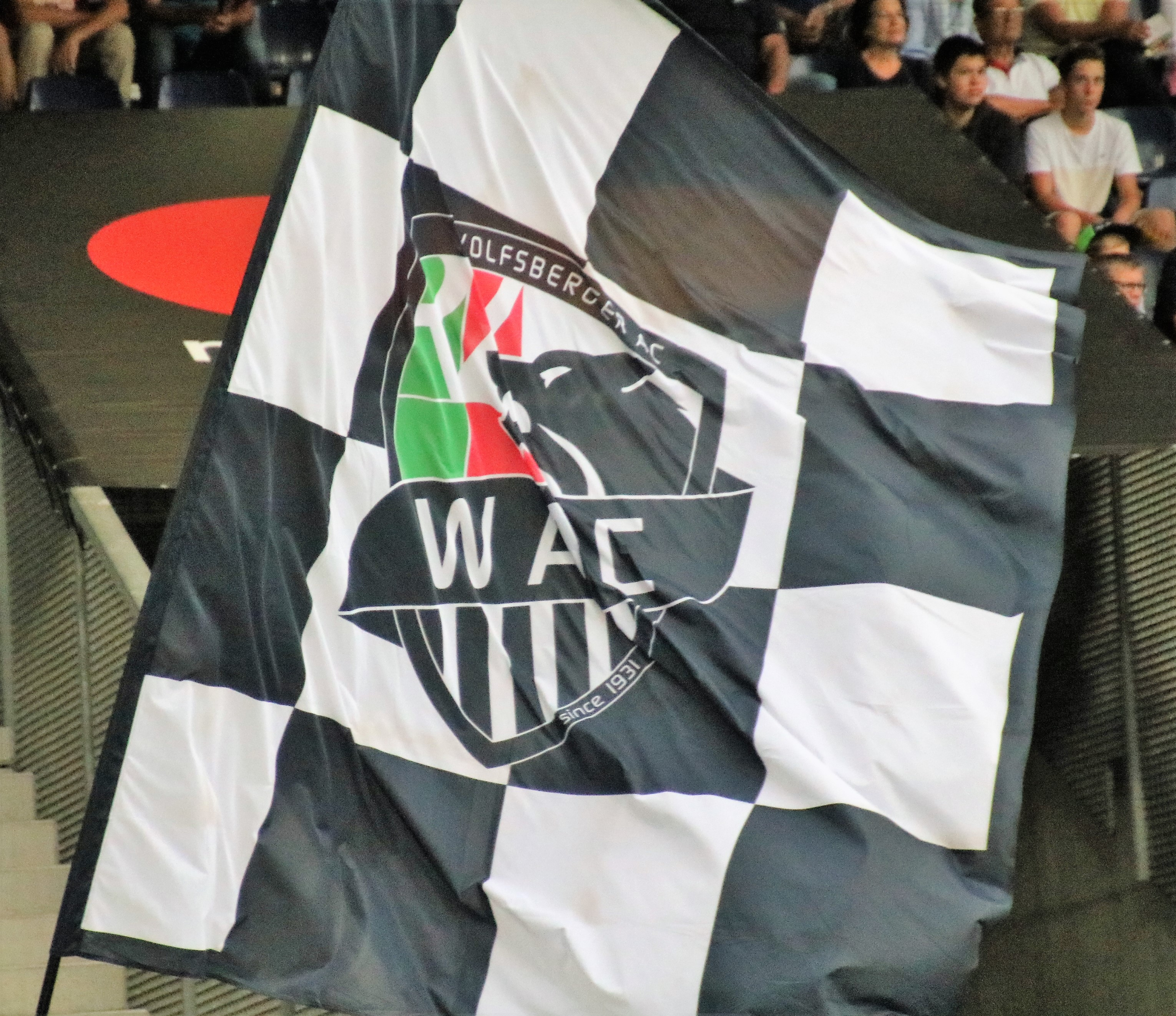
Wolfsberger AC